# 比利亚塞斯米尔
比利亚塞斯米尔，是西班牙卡斯蒂利亚-莱昂巴利亚多利德省的一个市镇。总面积14平方公里，总人口121人（2001年），人口密度9人/平方公里。